# Holubín
Holubín je malá vesnice, část městyse Chodová Planá v okrese Tachov v Plzeňském kraji. Nachází se asi 3,5 kilometru severně od Chodové Plané. Holubín je také název katastrálního území o rozloze 3,27 km².

## Historie
První písemná zmínka o vesnici pochází z roku 1273. V letech 1938 až 1945 byl Holubín v důsledku uzavření Mnichovské dohody přičleněn k nacistickému Německu.

## Obyvatelstvo
Podle sčítání 1930 zde žilo v 19 domech 76 obyvatel, všichni se hlásili k německé národnosti a k římskokatolické víře.
| Rok            | 1869 | 1880 | 1890 | 1900 | 1910 | 1921 | 1930 | 1950 | 1961 | 1970 | 1980 | 1991 | 2001 | 2011 | 2021 |
| -------------- | ---- | ---- | ---- | ---- | ---- | ---- | ---- | ---- | ---- | ---- | ---- | ---- | ---- | ---- | ---- |
| Počet obyvatel | 97   | 99   | 88   | 105  | 105  | 85   | 76   | 20   | 27   | 9    | 5    | 9    | 1    | 3    | 5    |
| Počet domů     | 16   | 16   | 16   | 17   | 16   | 16   | 19   | 10   | .    | 3    | 3    | 3    | 6    | 5    | 5    |

## Obecní správa
Holubín byl od poloviny 19. století osadou obce Pístov, v letech 1900 až 1950 byl samostatná obec. Od roku 1961 je částí obce Chodová Planá. V letech 1900–1959 k obci patřil Dolní Kramolín.

## Další fotografie

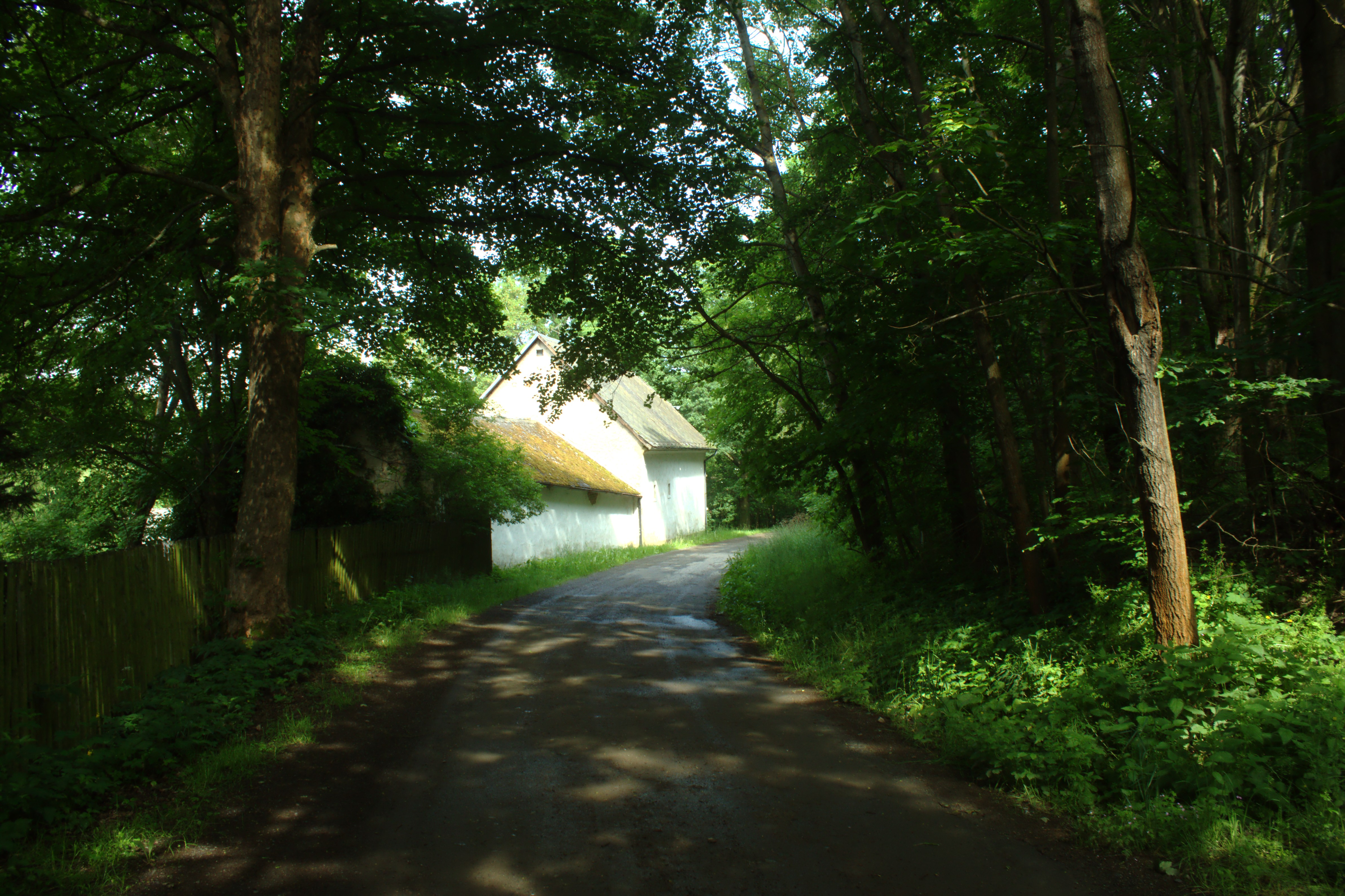
Příjezd od Mariánských Lázní
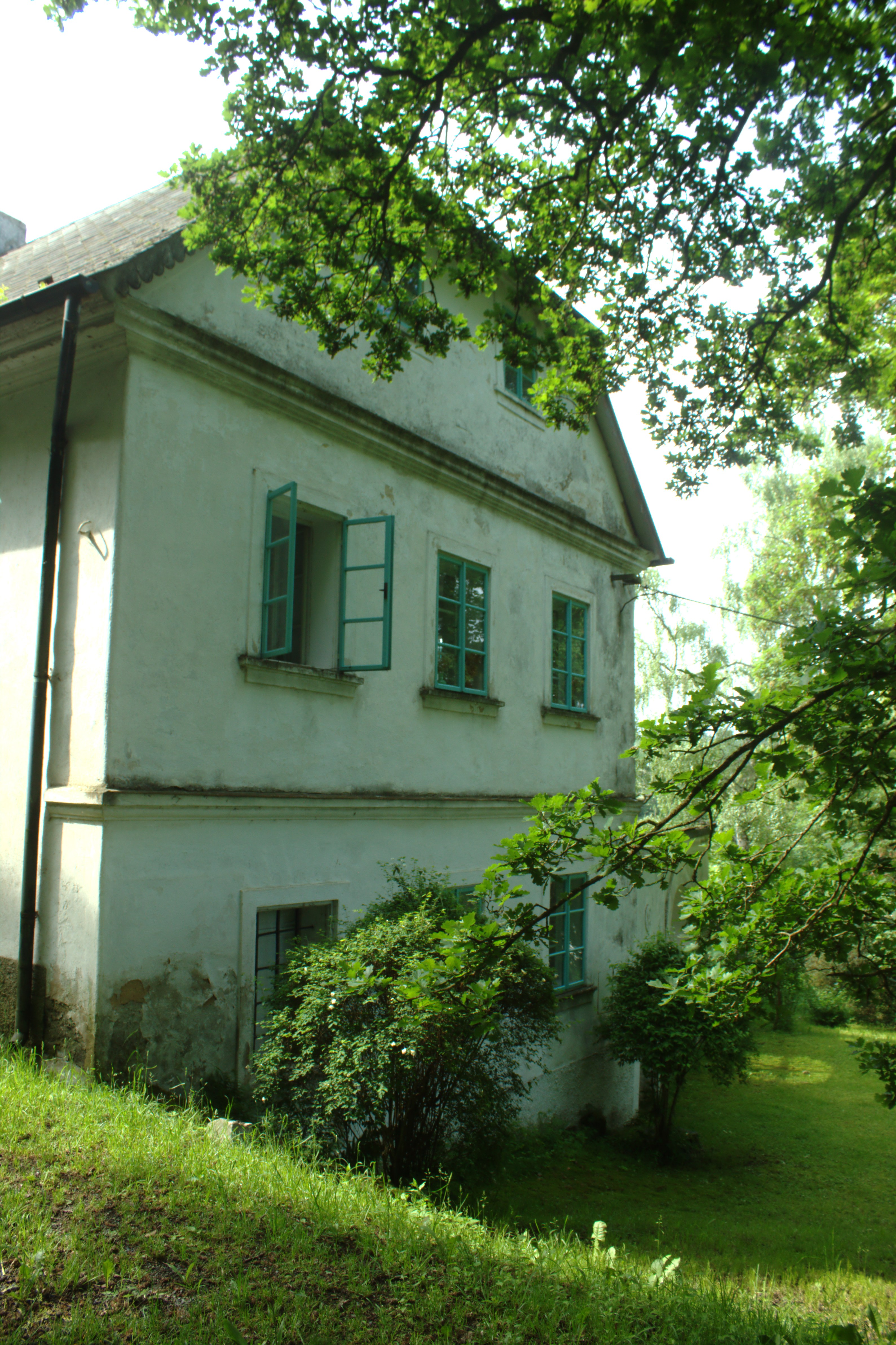
Dům čp. 1